# Džepni bojni brod Deutschland
Deutschland (1939. preimenovan u Lützow), bio je prvi ratni brod klase teških krstarica koje su uvedene u naoružanje Njemačke ratne mornarice prije početka    Drugog svjetskog rata. Brod je u Njemačkoj ratnoj mornarici bio najprije klasificiran kao oklopnjača, a Britanci su za ovu klasu brodova koristili naziv džepni bojni brod.

## Opis
Veličina i karakteristike ovog broda bile su u znatnoj mjeri ograničene Versajskim ugovorom kojim je Njemačkoj zabranjena izgradnja ratnih brodova s deplasmanom većim od 10.000 tona. Veliki broj tehničkih inovacija (uključujući veliku upotrebu zavarivanja kako bi brodski trup bio lakši) primijenjen je kako bi se u okviru nametnutih ograničenja izgradio izuzetan ratni brod. I pored toga, Deutschland je još uvijek bio 600 t teži od dozvoljenih 10.000 t, iako je u svim službenim podacima stajalo da deplasman ne prelazi dozvoljenu granicu.
Druga dva slična (ali ne i identična) broda, koji su izgrađeni u istoj klasi, bili su Admiral Graf von Spee i Admiral Scheer. Iako su u njemačkoj ratnoj mornarici ovi brodovi svrstani u kategoriju oklopnjača, Britanci su ih zbog njihovih karakteristika smatrali džepnim bojnim brodovima: njihovi topovi (6 x 280 mm u dvije kupole) bili su znatno veći od topovskog naoružanja teških krstarica iz tog vremena, ali su brodovi ove klase bili znatno manji (i slabije oklopljeni), ali i brži od standardnih bojnih brodova.

## Povijest
Kobilica broda postavljena je u veljači 1929. godine u brodogradilištu Deutsche Werke u Kielu, a brod je porinut u svibnju 1931. godine. Radovi na izgradnji broda završeni su krajem 1931. god., a probna plovidba obavljena je u svibnju 1932. godine.
Tijekom Španjolskog građanskog rata Deutschland je upućen u Sredozemlje kako bi pružio podršku Frankovim nacionalistima. U periodu od 1936. do 1939. godine učestvovao je u ukupno sedam operacija. Tijekom jedne od akcija, 29. svibnja 1937. godine, Deutschland je napadnut od strane dva republikanska aviona bombardera. Kao posljedica njihove akcije poginuo je 31 i ranjeno 101 njemačkih mornara. U znak odmazde sestrinski brod Admiral Scheer bombardirao je španjolski grad Almeríju i tom prilikom je poginulo 19 civila i uništeno 35 zgrada. Nastradali njemački mornari su prvo prebačeni u Gibraltar, gdje su i pokopani, ali su zatim njihova tijela, na Hitlerov zahtijev, ekshumirana i prebačena na njihovom brodu u Njemačku, gdje je organiziran veliki vojni pogreb kojem je prisustvovao Hitler osobno.
Nakon početka Drugog svjetskog rata, brod je u studenom 1939. godine preimenovan u Lützow, jer se Adolf Hitler plašio utjecaja negativnog efekta, koji bi vijest o potapanju njemačkog ratnog broda koji je nosio ime domovine, mogao ima na moral njemačkog pučanstva.
U veljači 1940. godine Lützow je zajedno sa svojim sestrinskim brodom reklasificiran kao teška krstarica. U travnju iste godine sudjelovao je u njemačkom napadu na Norvešku. Tijekom ove operacije Lützow je pratio brod Emden i nesretnu krstaricu Blücher u Oslofjord, ali se na vrijeme okrenuo kada je Blücher potopljen djelovanjem norveške torpedne bitnice. Po završetku pohoda na Norvešku, Lützow je upućen u Njemačku gde su izvršene modifikacije kako bi mu se povećao operativni radijus i kako bi bio osposobljen za gusarska djelovanja protiv savezničkih brodskih konvoja u Atlantiku. Međutim, tijekom priprema za isplovljavanje u Atlantik, Lützow je kod Skagerraka, sjeverno od Jyllanda torpediran od strane britanske podmornice Spearfish. Britanski torpedo je skoro potpuno raznio krmu broda, zbog čega su popravci trajali do kraja 1941. godine.
Tijekom narednih godina Lützow je učestvovao u mnogobrojnim manjim akcijama od kojih je najznačajnije bilo njegovo djelovanje u Baltičkom moru, kada je tijekom 1944. godine vatrom svojih topova štitio povlačenje njemačkih trupa.
Brod je teško oštećen tijekom bombardiranja u travnju 1945. godine, kada je pogođen s tri britanske Tallboy avionske bombe, zbog čega je sjeo na dno u blizini Swinemündea. Ubrzo je popravljen i nastavio je pružati artiljerijsku podršku njemačkim jedinicama. 4. svibnja 1945. godine Lützow je uništila njegova posada kako ne bi pao neprijateljske ruke.
Poslije rata sovjetska mornarica je izvadila Lützow s morskog dna i koristila ga je kao metu za topničku obuku. Potopljen je 1949. godine u Baltičkom moru.

## Zapovjednici
- kapetan bojnog broda (njem. Kapitän zur See)  Hermann v. Fischel (travanj 1933. - rujan 1935.)
- kapetan bojnog broda Paul Fanger (rujan 1935. - rujan 1937.)
- kapetan bojnog broda Paul Werner Wenneker (listopad 1937. - studeni 1939.)
- kapetan bojnog broda August Thiele (prosinac 1939. - travanj 1940.)
- kapetan fregate (njem. Korvettenkapitän) Weber (travanj 1940. - lipanj 1940.)
- poručnik fregate (njem. Kapitänleutnant) Heller (lipanj 1940. - kolovoz 1940.)
- bez zapovjednika (izvan službe od 8. kolovoza 1940. do 30. ožujka 1941.)
- kapetan bojnog broda Leo Kreisch (31. ožujka 1941. – 3. srpnja 1941.)
- kapetan bojnog broda Rudolf Stange (srpanj 1941. - rujan 1941.)
- kapetan bojnog broda Kreisch (rujan 1941. - siječanj 1942.)
- kapetan bojnog broda Rudolf Stange (siječanj 1942. - studeni 1943.)
- kapetan fregate (njem. Fregattenkapitän)  Bieserfeld (studeni 1943. - siječanj 1944.)
- kapetan bojnog broda Bodo-Heinrich Knoke (siječanj 1944. - travanj 1945.)
- kapetan fregate (kasnije promaknut u kapetana bojnog broda) Ernst Lange (travanj 1945. - svibanj 1945.)

## Vanjske poveznice
- (en) Deutschland/Lützow foto galerija
- (en) Njemačka pomorska povijest - džepni bojni brod Deutschland